# Коли впаде темрява

«Коли впаде темрява» (англ. Just After Sunset) — збірка оповідань американського письменника Стівена Кінга. Опублікована у 2008 році. Українською видана книжковим клубом «Клуб сімейного дозвілля» в 2009 році.  

## Зміст
В збірку увійшли переважно нові оповідання Стівена Кінга, проте є і декілька доволі давніх. Історію створення оповідань та що надихало на їх написання автор подав в нотатках в кінці збірки.

### Список оповідань
| № п/п | Назва                                   | Назва в оригіналі                                 | Вперше опубліковано                                        |
| ----- | --------------------------------------- | ------------------------------------------------- | ---------------------------------------------------------- |
| 1     | Вілла                                   | англ. Willa                                       | Грудень 2006, журнал Playboy                               |
| 2     | Дівчина-колобок                         | англ. The Gingerbread Girl                        | Липень 2007, журнал Есквайр                                |
| 3     | Сон Гарві                               | англ. Harvey’s Dream                              | 30 червня 2003, журнал Нью-Йоркер                          |
| 4     | Зупинка по дорозі                       | англ. Rest Stop                                   | Грудень 2003, журнал Есквайр                               |
| 5     | Велотренажер                            | англ. Stationary Bike                             | Антологія «Borderlands 5»                                  |
| 6     | Речі, які вони залишили по собі         | англ. The Things They Left Behind                 | збірка «Transgressions: Volume Two»                        |
| 7     | Випускний день                          | англ. Graduation Afternoon                        | Березень 2007, журнал Postscripts                          |
| 8     | N.                                      | англ. N.                                          | раніше не публікувалася                                    |
| 9     | Пекельний кіт                           | англ. The Cat from the Hell                       | Червень 1977, журнал Cavalier                              |
| 10    | «Нью-Йорк Таймз» за пільговими знижками | англ. The New York Times at Special Bargain Rates | Жовтень/листопад 2008, журнал Фентезі & Сайнс фікшн        |
| 11    | Німий                                   | англ. Mute                                        | Грудень 2007, журнал Playboy                               |
| 12    | Аяна                                    | англ. Ayana                                       | Осінь 2007, журнал The Paris Review                        |
| 13    | Дуже тісний кут                         | англ. A Very Tight Place                          | Травень 2008, журнал Timothy McSweeney's Quarterly Concern |

### Сюжети оповідань

#### Вілла
Вілла і Девід молода закохана пара, вони застрягли на дивній станції з іншими подорожуючими, час іде, а потяг, щоб вирушити додому не приходить…  Ніхто з людей уже й не пам’ятає чому вони тут і скільки часу ждуть потяг. Станція на віддалі від містечка, іншого транспорту немає, кругом бродять здичавілі звірі і навіть чути виття вовків…

#### Дівчина-колобок
Острів Вермільйон — острів, де в літній період люблять відпочивати багатії у своїх маєтках. Решту періоду будинки стоять порожні по 6-8 місяців на рік. Емілі Овенсбі прибула на острів з однією метою зайнятись бігом, побути на самоті, відволіктись від думок про втрачену дитину. Острів практично порожній, проте один з сусідів Емілі навідується туди час від часу, щоб порозважатися із своїми  псевдо племінницями.  Емілі випадково побачила кривавий результат розваг Пікерінга, але тим самим наразила себе на смертельну небезпеку. І ось тепер довгі місяці занять бігом стають у пригоді.

#### Сон Гарві
Гарві з  Джанет давно одружені, уже понад 30-ть років. Вони майже втратили інтерес один до одного і здебільшого сплять в різних кімнатах. Одного весняного ранку, коли Джанет поралася на кухні, Гарві зайшовши напівголий на кухню почав розповідати жахливий сон і поступово Джанет розуміє, що це не просто сон, а жорстока реальність.

#### Зупинка по дорозі
Джон Дикстра — письменник, що пише під псевдонімом Рік Гардин, зупиняється для того, щоб спорожнити свій сечовий міхур і стає свідком саме такого розвитку подій. Більш нікого навкруги хто б міг допомогти, поліцію навряд чи діждешся у такій порі і в такому місці. Дикстра єдина людина, яка може врятувати нещасну жінку від каліцтва, а то й від смерті.

#### Велотренажер
Річард Сіфкіц, художник-ілюстратор середнього віку із завищеним рівнем холестерину. Лікар рекомендує йому змінити спосіб життя на активніший і відмовитися від шкідливих звичок, зокрема, від різних фастфудів. Велотренажер чудовий спосіб для підтримки форми, але доволі нудний. Проте поєднання художнього дару та уяви Сіфкіца робить його доволі захопливим, навіть певною манією. Сідаючи на нього Сіфкіц поринає у вир власних ілюзій, які з часом стають все реальнішими.

#### Речі, які вони залишили по собі
Головному герою Скотту Стейлі лише за щасливим збігом обставин вдалося вижити і не загинути в хмарочосі того жахливого дня. Тоді він просто вирішив "прохалявити" і не піти на роботу і тим самим уникнув жахливої участі його співробітників. Проте поступово в його квартирі з’являються особисті речі його загиблих співробітників, які ті тримали на робочих місцях. Вони промовляють ночами до нього і їх неможливо позбутися…

#### Випускний день
Джаніс — молода дівчина, що зустрічається з хлопцем з заможного роду. На носі випускний і скоріше всього його родичі розлучать їх, але Джаніс не сильно цим переймається. У неї значні плани на майбутнє, вона знає чого прагне і як використати власну красу. Та всі мрії та плани, перекреслюються в одну мить.

#### N.
Синдром нав’язливих станів – це синдром при якому люди повертаються, щоб перевірити чи виключена праска, чи замкнені двері, інколи зациклюємось на тому, що певну річ потрібно виконати певну кількість раз і т.д. Персонажі оповідання один за одним захворюють даним синдромом, підхоплюючи його від попередника, який покінчував життям самогубством. І всьому винне Акерманове поле – містичне місце  з вісьмома каменями розташованих по колу, яке утримує закритим прохід зі світу забутих богів-монстрів.

#### Пекельний кіт
Гелстон — найманий вбивця, професіонал. Він скоїв успішно чимало вбивств. Тепер його наймають для дещо неординарного і доволі простого завдання  - вбити кота. Проте недооцінка пекельного створіння призвела до того, що це стало останнім завданням вбивці.

#### «Нью-Йорк Таймз» за пільговими знижками
Чоловік Енн гине в авіакатастрофі, проте Джеймсу вдається зв’язатись з нею із того світу телефоном. Такі телефонні дзвінки доволі дивні, оскільки не реєструються ні в пам’яті телефону, ні на АТС. 

#### Німий
Історія починається з того, що Моне приходить на сповідь до священика. Він у пригніченому стані підбирає німого чоловіка на дорозі й оскільки подорожній німий, то він розкриває повністю душу говорячи сам із собою. Та німий насправді виявився і не таким вже й глухим, і як вдячність за доброту Моне, він відправляє на той світ його зрадливу і розтратну дружину.

#### Аяна
Аяна дівчинка, яка зцілила батька головного героя. Через деякий час і в ньому проснулася здатність виліковувати людей, проте зціляти він міг лише після того як з’являвся дивний провідник і відводив його до того кого він мав зцілити.

#### Дуже тісний кут
С. Кінг в нотатках до оповідання пише наступне: «Кожен час від часу користується отими придорожніми пересувними туалетними кабінками... К бісу, ніщо не порівняти з відчуттям, коли з-посеред яскравого серпневого дня входиш до такої ледь освітленої будочки, авжеж? Там затишно-тепло, і атмосфера просто божественна. Правду кажучи, в таких випадках мені завжди згадується оповідання Едгара По «Передчасний похорон», і ще я розмірковую, що робив би, аби такий сральник раптом упав дверцятами донизу. Особливо якби поблизу не трапилося нікого, хто міг би мені допомогти звідти вибратись… »

## Переклад українською
Вперше переклад українською з'явився у 2009 році у видавництві Клуб Сімейного Дозвілля у перекладі Олександра Красюка.

## Виноски
1. ↑  Інша назва — «Пряникова дівчина».